# Privolni (Lípetsk)
|  | Per a altres significats, vegeu «Privolni». |

Privolni (en rus: Привольный) és un poble (un possiólok) de l'óblast de Lípetsk, a Rússia, que en el cens del 2010 no tenia cap habitant. Pertany al districte rural d'Izmàlkovo.